# Парламентські вибори у Ліхтенштейні 1945

Парламентські вибори в Ліхтенштейні проходили 29 квітня 1945 року. Після «мовчазних» виборів 1939 року, вони стали першими виборами, на яких використовувалася пропорційна виборча система.
В результаті Прогресивна громадянська партія отримала 8 місць з 15 місць Ландтагу. Партія залишилася в коаліції з Патріотичним союзом. 

## Виборча система
Раніше виборці писали на бюлетенях імена кандидатів у члени Ландтагу в кількості, що відповідала кількості обраних депутатів у цьому виборчому окрузі. За новою системою партії висували списки своїх кандидатів. Такі списки служили виборчими бюлетенями.
Був встановлений високий виборчий бар'єр у 18%. Вважається, що це було зроблено з метою запобігання проходження в парламент нацистських партій, в першу чергу Німецького національного руху Ліхтенштейну.

## Результати
| Партія                          | Голосів | %    | Місць | +/– |
| ------------------------------- | ------- | ---- | ----- | --- |
| Прогресивна громадянська партія | 1 553   | 54,9 | 8     | 0 ▬ |
| Патріотичний союз               | 1 285   | 45,4 | 7     | 0 ▬ |
| Недійсних/порожніх бюлетенів    | 68      | —    | —     | —   |
| Всього                          | 2 906   | 100  | 15    | 0   |
| Зареєстрованих виборців/Явка, % | 3 088   | 94,1 | –     | –   |
| Джерело: Nohlen & Stöver        |         |      |       |     |